# Sun Ruiping
Sun Ruiping (en chino: 孙瑞萍; 5 de enero de 1981) es una deportista china que compitió en halterofilia. Ganó una medalla de plata en el Campeonato Mundial de Halterofilia de 2002, en la categoría de 75 kg.

## Palmarés internacional
| Campeonato Mundial | Campeonato Mundial | Campeonato Mundial | Campeonato Mundial |
| Año                | Lugar              | Medalla            | Categoría          |
| ------------------ | ------------------ | ------------------ | ------------------ |
| 2002               | Varsovia (Polonia) | Medalla de plata   | 75 kg              |